# ماناساس
ماناساس (فيرجينيا) (بالإنجليزية: Manassas, Virginia)‏ هي مدينة تقع في الولايات المتحدة في فيرجينيا. يقدر عدد سكانها بـ 40,605 نسمة وترتفع عن سطح البحر 93 متر.

## التركيبة السكانية
حدّد مكتب تعداد الولايات المتحدة بيانات التركيبة السكانية لماناساس في تعداد الولايات المتحدة. في ما يلي، التركيبة السكانية حسب تعدادي 2000 و2010.

### تعداد عام 2000
بلغ عدد سكان ماناساس 35,135 نسمة بحسب تعداد عام 2000، وبلغ عدد الأسر 11,757 أسرة وعدد العائلات 8,437 عائلة مقيمة في المدينة. في حين سجلت الكثافة السكانية 1,370.3 نسمة لكل كيلومتر مربع (3,549.1/ميل2). وبلغ عدد الوحدات السكنية 12,114 وحدة بمتوسط كثافة قدره 472.5 لكل كيلومتر مربع (1,223.8/ميل2).
وتوزع التركيب العرقي للمدينة بنسبة 72.05% من البيض و12.91% من الأمريكيين الأفارقة و0.36% من الأمريكيين الأصليين و3.43% من الأمريكيين ذوي الأصول الآسيوية و0.09% من سكان جزر المحيط الهادئ و7.89% من الأعراق الأخرى و3.26% من عرقين مختلطين أو أكثر و15.13% من الهسبانيون أو اللاتينيون من أي عرق.
بلغ عدد الأسر 11,757 أسرة كانت نسبة 45.5% منها لديها أطفال تحت سن الثامنة عشر تعيش معهم، وبلغت نسبة الأزواج القاطنين مع بعضهم البعض 55.8% من أصل المجموع الكلي للأسر، ونسبة 11.3% من الأسر كان لديها معيلات من الإناث دون وجود شريك، بينما كانت نسبة 4.7% من الأسر لديها معيلون من الذكور دون وجود شريكة وكانت نسبة 28.2% من غير العائلات. تألفت نسبة 21.1% من أصل جميع الأسر من عدة أفراد يعيشون في نفس المنزل ونسبة 3.7% كانت تتألف من شخص يعيش بمفرده يبلغ من العمر 65 عاماً أو أكثر. وبلغ متوسط حجم الأسرة المعيشية 2.92، أما متوسط حجم العائلات فبلغ 3.39.
بلغ العمر الوسطي للسكان 31.3 عاماً. وكانت نسبة 29.4% من القاطنين تحت سن الثامنة عشر، وكانت نسبة 9.3% بين الثامنة عشر والرابعة والعشرين عاماً، ونسبة 34.8% كانت واقعةً في الفئة العمرية ما بين الخامسة والعشرين والرابعة والأربعين عاماً، ونسبة 19.2% كانت ما بين الخامسة والأربعين والرابعة والستين، ونسبة 4.8% كانت ضمن فئة الخامسة والستين عاماً فما فوق. يوجد لكل 100 أنثى 101.9 ذكر، ويوجد لكل 100 أنثى في الثامنة عشر من عمرها فما فوق 99.6 ذكر.
بلغ متوسط دخل الأسرة في المدينة 60,409 دولارًا، أما متوسط دخل العائلة فبلغ 70,141 دولارًا. وكان متوسط دخل الذكور 43,646 دولارًا مقابل 30,678 دولارًا للإناث. وسجل دخل الفرد الخاص بالمدينة 24,453 دولارًا. وكانت نسبة 3.7% من العائلات ونسبة 6.3% من السكان تحت خط الفقر، وكان من هؤلاء نسبة 8.2% تحت سن الثامنة عشر ونسبة 5.4% في الخامسة والستين من العمر وما فوق.

### تعداد عام 2010
بلغ عدد سكان ماناساس 37,821 نسمة بحسب تعداد عام 2010، وبلغ عدد الأسر 12,527 أسرة وعدد العائلات 8,895 عائلة مقيمة في المدينة. في حين سجلت الكثافة السكانية 1,475.1 نسمة لكل كيلومتر مربع (3,820.5/ميل2). وبلغ عدد الوحدات السكنية 13,123 وحدة بمتوسط كثافة قدره 511.8 لكل كيلومتر مربع (1,325.6/ميل2).
وتوزع التركيب العرقي للمدينة بنسبة 61.70% من البيض و13.72% من الأمريكيين الأفارقة و0.61% من الأمريكيين الأصليين و4.98% من الأمريكيين ذوي الأصول الآسيوية و0.14% من سكان جزر المحيط الهادئ و14.55% من الأعراق الأخرى و4.31% من عرقين مختلطين أو أكثر و31.40% من الهسبانيون أو اللاتينيون من أي عرق.
بلغ عدد الأسر 12,527 أسرة كانت نسبة 42.4% منها لديها أطفال تحت سن الثامنة عشر تعيش معهم، وبلغت نسبة الأزواج القاطنين مع بعضهم البعض 51.4% من أصل المجموع الكلي للأسر، ونسبة 13.8% من الأسر كان لديها معيلات من الإناث دون وجود شريك، بينما كانت نسبة 5.8% من الأسر لديها معيلون من الذكور دون وجود شريكة وكانت نسبة 29% من غير العائلات. تألفت نسبة 22.1% من أصل جميع الأسر من عدة أفراد يعيشون في نفس المنزل ونسبة 5.8% كانت تتألف من شخص يعيش بمفرده يبلغ من العمر 65 عاماً أو أكثر. وبلغ متوسط حجم الأسرة المعيشية 3.02، أما متوسط حجم العائلات فبلغ 3.48.
بلغ العمر الوسطي للسكان 32.1 عاماً. وكانت نسبة 28.4% من القاطنين تحت سن الثامنة عشر، وكانت نسبة 9.6% بين الثامنة عشر والرابعة والعشرين عاماً، ونسبة 31.1% كانت واقعةً في الفئة العمرية ما بين الخامسة والعشرين والرابعة والأربعين عاماً، ونسبة 24% كانت ما بين الخامسة والأربعين والرابعة والستين، ونسبة 6.9% كانت ضمن فئة الخامسة والستين عاماً فما فوق. وتوزع التركيب الجنسي للسكان بنسبة 50.1% ذكور و49.9% إناث.

## أعلام
- جورج زيمرمان
- جيف كوسي
- ماسون دياز
- نيل نوكس
- إليشا إي. مريديث
- سوني فون بولو
- وارن إتش كارول
- ويلمر ماكلين
- غوردون برادلي
- ديف وليامز